# Partido di General Pueyrredón
Il partido di General Pueyrredón è un dipartimento (partido) dell'Argentina facente parte della Provincia di Buenos Aires. Il capoluogo è Mar del Plata. 

## Toponimia
Il partido è intitolato a Juan Martín de Pueyrredón, politico e militare argentino protagonista della resistenza contro l'invasione inglese del 1806 e della guerra d'indipendenza contro la Spagna.